# Panathīnaïkos Athlītikos Omilos 2003-2004 (pallacanestro maschile)
Questa voce raccoglie le informazioni riguardanti il Panathīnaïkos B.C. nelle competizioni ufficiali della stagione 2003-2004.

## Stagione
La stagione 2003-2004 del Panathīnaïkos è la 53ª nel massimo campionato greco di pallacanestro, l'A1 Ethniki.

## Roster
Aggiornato al 22 gennaio 2022.
| Panathīnaïkos 2003-04 | Panathīnaïkos 2003-04 |
| Giocatori             | Staff tecnico         |
| --------------------- | --------------------- |

| N. | Naz.                                                   | Ruolo | Nome                    | Anno | Alt.   | Peso   |  |
| -- | ------------------------------------------------------ | ----- | ----------------------- | ---- | ------ | ------ |  |
| 4  | Grecia (bandiera)                                      | AP    | Fragkiskos Alvertīs (C) | 1974 | 206 cm | 102 kg |  |
| 5  | Grecia (bandiera)                                      | P     | Giōrgos Kalaitzīs       | 1976 | 195 cm | 95 kg  |  |
| 6  | Grecia (bandiera)                                      | AP    | Dīmītrīs Papanikolaou   | 1977 | 202 cm | 104 kg |  |
| 7  | Slovenia (bandiera)                                    | P     | Jaka Lakovič            | 1978 | 186 cm | 84 kg  |  |
| 8  | Stati Uniti (bandiera)                                 | AC    | Mike Batiste            | 1977 | 204 cm | 110 kg |  |
| 9  | Grecia (bandiera)                                      | G     | Giōrgos Maslarinos      | 1974 | 194 cm |        |  |
| 10 | Grecia (bandiera)                                      | G     | Nikos Chatzīvrettas     | 1977 | 196 cm | 94 kg  |  |
| 11 | Stati Uniti (bandiera) · Spagna (bandiera)             | AG    | Darryl Middleton        | 1966 | 203 cm | 109 kg |  |
| 12 | Grecia (bandiera)                                      | C     | Kōstas Tsartsarīs       | 1979 | 210 cm | 116 kg |  |
| 13 | Grecia (bandiera)                                      | P     | Giannīs Gkagkaloudīs    | 1978 | 192 cm | 86 kg  |  |
| 14 | Stati Uniti (bandiera) · Slovenia (bandiera)           | P     | Arriel McDonald         | 1972 | 189 cm | 90 kg  |  |
| 15 | Grecia (bandiera)                                      | C     | Artemīs Kouvarīs        | 1975 | 215 cm |        |  |
| 16 | Serbia e Montenegro (bandiera) · Grecia (bandiera)     | AG    | Dušan Šakota            | 1986 | 210 cm | 104 kg |  |
| 18 | Bosnia ed Erzegovina (bandiera)                        | AG    | Haris Mujezinović       | 1974 | 205 cm | 115 kg |  |
|    | Stati Uniti (bandiera) · Macedonia del Nord (bandiera) | C     | Kenyon Jones            | 1977 | 208 cm | 122 kg |  |

| Allenatore                                                              |
| - Željko Obradović                                                      |
| Assistente/i                                                            |
| - Dīmītrīs Itoudīs Legenda - (C) Capitano - (IN) Inattivo - Infortunato |

## Mercato

### Sessione estiva
| Acquisti | Acquisti              | Acquisti          | Acquisti   | Acquisti |
| R.       | Nome                  | da                | Modalità   |          |
| -------- | --------------------- | ----------------- | ---------- | -------- |
| AC       | Mike Batiste          | Memphis Grizzlies | definitivo |          |
| P        | Giannīs Gkagkaloudīs  | Aris Salonicco    | definitivo |          |
| C        | Artemīs Kouvarīs      | Iraklio Creta     | definitivo |          |
| G        | Nikos Chatzīvrettas   | CSKA Mosca        | definitivo |          |
| AP       | Dīmītrīs Papanikolaou | Makedonikos       | definitivo |          |
| C        | Kenyon Jones          | Vaq. de Bayamón   | definitivo |          |
| AG       | Dušan Šakota          | AEK Atene         | definitivo |          |
| G        | Giōrgos Maslarinos    | Maroussi          | definitivo |          |

| Cessioni | Cessioni             | Cessioni          | Cessioni       | Cessioni |
| R.       | Nome                 | a                 | Modalità       |          |
| -------- | -------------------- | ----------------- | -------------- | -------- |
| G        | Rodney Buford        | Free agent        | fine contratto |          |
| AG       | Antōnīs Fōtsīs       | Real Madrid       | fine contratto |          |
| C        | Lazaros Papadopoulos | Īraklīs Salonicco | fine contratto |          |
| G        | İbrahim Kutluay      | Ülkerspor         | fine contratto |          |
| C        | Jurica Žuža          | Nea Filadelfia    | fine contratto |          |
| G        | Giōrgos Mpalogiannīs | Makedonikos       | fine contratto |          |

### Dopo l'inizio della stagione
| Acquisti | Acquisti          | Acquisti     | Acquisti      | Acquisti   |
| R.       | Nome              | da           | Data          | Modalità   |
| -------- | ----------------- | ------------ | ------------- | ---------- |
| AG       | Haris Mujezinović | Dinamo Mosca | dicembre 2003 | definitivo |

| Cessioni | Cessioni          | Cessioni          | Cessioni      | Cessioni    |
| R.       | Nome              | a                 | Data          | Modalità    |
| -------- | ----------------- | ----------------- | ------------- | ----------- |
| C        | Kenyon Jones      | Dinamo Mosca      | novembre 2003 | rescissione |
| AG       | Haris Mujezinović | Fortitudo Bologna | aprile 2004   | rescissione |